# Washington kormányzóinak listája
Ez a lista az Amerikai Egyesült Államok Washington államának kormányzóit sorolja föl. Délen Oregonnal, keleten Idahóval, északon Kanadával (Brit Columbia), nyugat felől pedig a Csendes-óceánnal határos. Fővárosa Olympia, legnagyobb városa Seattle.
Washington 1889. november 11-én negyvenkettedikként csatlakozott az Unióhoz. A 2006. évi népszámlálás adatai szerint lakosainak száma 6 395 798 fő volt. Az államot George Washington, az Egyesült Államok első elnökének tiszteletére nevezték el. Néha magyarul Washington államnak is hívják, hogy megkülönböztessék Washingtontól, az Egyesült Államok fővárosától. 1889-ben az amerikai kongresszus megszavazta az Engedélyező törvényt (Enabling Act), amelynek értelmében négy terület: Washington, Észak-Dakota, Dél-Dakota valamint Montana hozhatott létre helyi kormányzatot és léphetett be az Unióba. Washington 1889. november 11-én az Egyesült Államok 42. állama lett.
A kormányzót négy évre választják, és nincsen korlátozva a terminusok száma.
Jelenleg a 81. kormányzó, a Demokrata Párthoz tartozó Jay Inslee tölti be a tisztséget 2013. január 16. óta. A kormányzóhelyettes a szintén demokrata Denny Heck.

## Párthovatartozás
| Párt         | Kormányzók |
| ------------ | ---------- |
| Demokrata    | 10         |
| Republikánus | 12         |
| Populista    | 1          |

## A washingtoni terület kormányzói
| Kép | Kormányzó               | Hivatali idő kezdete         | Hivatali idő vége   | Egyéb választott (szövetségi) tisztségei | Kinevező elnök neve |
| --- | ----------------------- | ---------------------------- | ------------------- | --- | ------------------- |
|     | Isaac Stevens           | 1853. december 3.            | 1857. augusztus 11. | Az Egyesült Államok képviselőházának delegátusa (1857–1861)                                                                                          | Franklin Pierce     |
|     | LaFayette McMullen      | 1857. szeptember 10.         | 1858. július        | Az Egyesült Államok képviselőházának tagja (Virginia képviseletében, 1849–1857) Az Amerikai Konföderációs Államok képviselőházának tagja (1864–1865) | James Buchanan      |
|     | Richard D. Gholson      | 1859. július 15.             | 1861. február 14.   | | James Buchanan      |
|     | William H. Wallace      | Kinevezve: 1861. április 9.  | —                   | Az Egyesült Államok képviselőházának delegátusa (1861–1863) Az Egyesült Államok képviselőházának delegátusa (Idaho képviseletében, 1864–1865)        | Abraham Lincoln     |
|     | William Pickering       | 1862. június                 | 1867. január 8.     | | Abraham Lincoln     |
|     | George E. Cole          | 1867. január 8.              | 1867. március 4.    | | Andrew Johnson      |
|     | Marshall F. Moore       | 1867. augusztus 26.          | 1869                | | Andrew Johnson      |
|     | Alvan Flanders          | 1869. április 5.             | 1870. március 14.   | Az Egyesült Államok képviselőházának delegátusa (1867–1869)                                                                                          | Ulysses S. Grant    |
|     | Edward Selig Salomon    | Kinevezve: 1870. március 4.  | 1872. április       | | Ulysses S. Grant    |
|     | Elisha Peyre Ferry      | Kinevezve: 1872. április 26. | 1880. november 1.   | | Ulysses S. Grant    |
|     | William Augustus Newell | 1880. november 1.            | 1884                | Az Egyesült Államok képviselőházának tagja (New Jersey képviseletében, (1847–1851; 1865–1867) New Jersey kormányzója (1857–1860)                     | Rutherford B. Hayes |
|     | Watson Carvasso Squire  | Kinevezve: 1884. július 2.   | 1887. április       | Az Egyesült Államok szenátusának tagja (1889–1897)                                                                                                   | Chester A. Arthur   |
|     | Eugene Semple           | Kinevezve: 1887. április 9.  | 1889                | | Grover Cleveland    |
|     | Miles Conway Moore      | 1889. április 9.             | 1889. november 11.  | | Benjamin Harrison   |

## Washington szövetségi állam kormányzói
| Washington kormányzóinak listája                | Washington kormányzóinak listája                | Washington kormányzóinak listája                | Washington kormányzóinak listája                | Washington kormányzóinak listája                | Washington kormányzóinak listája                | Washington kormányzóinak listája                                                                             | Washington kormányzóinak listája                | Washington kormányzóinak listája                |
| Populista Párt Demokrata Párt Republikánus Párt | Populista Párt Demokrata Párt Republikánus Párt | Populista Párt Demokrata Párt Republikánus Párt | Populista Párt Demokrata Párt Republikánus Párt | Populista Párt Demokrata Párt Republikánus Párt | Populista Párt Demokrata Párt Republikánus Párt | Populista Párt Demokrata Párt Republikánus Párt                                                              | Populista Párt Demokrata Párt Republikánus Párt | Populista Párt Demokrata Párt Republikánus Párt |
| #                                               | Kormányzó                                       | Kormányzó                                       | -tól                                            | -ig                                             | Párt                                            | Egyéb választott (szövetségi) tisztsége                                                                      | Helyettes                                       | Helyettes                                       |
| ----------------------------------------------- | ----------------------------------------------- | ----------------------------------------------- | ----------------------------------------------- | ----------------------------------------------- | ----------------------------------------------- | --- | ----------------------------------------------- | ----------------------------------------------- |
| 1                                               |                                                 | Elisha Peyre Ferry                              | 1889. november 11.                              | 1893. január 9.                                 |                                                 | | Charles E. Laughton                             |                                                 |
| 2                                               |                                                 | John McGraw                                     | 1893. január 9.                                 | 1897. január 11.                                |                                                 | | F. H. Luce                                      |                                                 |
| 3                                               |                                                 | John Rogers                                     | 1897. január 11.                                | 1901. december 26.                              |                                                 | | Thurston Daniels                                |                                                 |
| 3                                               | Henry McBride                                   | John Rogers                                     | 1897. január 11.                                | 1901. december 26.                              |                                                 | |                                                 |                                                 |
| 4                                               |                                                 | Henry McBride                                   | 1901. december 26.                              | 1905. január 9.                                 |                                                 | | Széküresedés                                    | Széküresedés                                    |
| 5                                               |                                                 | Albert E. Mead                                  | 1905. január 9.                                 | 1909. január 27.                                |                                                 | | Charles E. Coon                                 |                                                 |
| 6                                               |                                                 | Samuel G. Cosgrove                              | 1909. január 27.                                | 1909. március 28.                               |                                                 | | Marion E. Hay                                   |                                                 |
| 7                                               |                                                 | Marion E. Hay                                   | 1909. március 28.                               | 1913. január 11.                                |                                                 | | Széküresedés                                    | Széküresedés                                    |
| 8                                               |                                                 | Ernest Lister                                   | 1913. január 11.                                | 1919. február 13.                               |                                                 | | Louis Folwell Hart                              |                                                 |
| 9                                               |                                                 | Louis Folwell Hart                              | 1919. február 13.                               | 1925. január 12.                                |                                                 | | Széküresedés                                    | Széküresedés                                    |
| 9                                               | William J. Coyle                                | Louis Folwell Hart                              | 1919. február 13.                               | 1925. január 12.                                |                                                 | |                                                 |                                                 |
| 10                                              |                                                 | Roland H. Hartley                               | 1925. január 12.                                | 1933. január 9.                                 |                                                 | | W. Lon Johnson                                  |                                                 |
| 10                                              | John Arthur Gellatly                            | Roland H. Hartley                               | 1925. január 12.                                | 1933. január 9.                                 |                                                 | |                                                 |                                                 |
| 11                                              |                                                 | Clarence D. Martin                              | 1933. január 9.                                 | 1941. január 13.                                |                                                 | | Victor A. Meyers                                |                                                 |
| 12                                              |                                                 | Arthur B. Langlie                               | 1941. január 13.                                | 1945. január 8.                                 |                                                 | | Victor A. Meyers                                |                                                 |
| 13                                              |                                                 | Monrad C. Wallgren                              | 1945. január 8.                                 | 1949. január 12.                                |                                                 | Az Egyesült Államok képviselőházának tagja (1933–1940) Az Egyesült Államok szenátusának tagja (1940–1945)    | Victor A. Meyers                                |                                                 |
| 14                                              |                                                 | Arthur B. Langlie                               | 1949. január 12.                                | 1957. január 14.                                |                                                 | | Victor A. Meyers                                |                                                 |
| 14                                              | Emmett T. Anderson                              | Arthur B. Langlie                               | 1949. január 12.                                | 1957. január 14.                                |                                                 | |                                                 |                                                 |
| 15                                              |                                                 | Albert Rosellini                                | 1957. január 14.                                | 1965. január 11.                                |                                                 | | John A. Cherberg                                |                                                 |
| 16                                              |                                                 | Daniel J. Evans                                 | 1965. január 11.                                | 1977. január 12.                                |                                                 | Az Egyesült Államok szenátusának tagja (1983–1989)                                                           | John A. Cherberg                                |                                                 |
| 17                                              |                                                 | Dixy Lee Ray                                    | 1977. január 12.                                | 1981. január 14.                                |                                                 | | John A. Cherberg                                |                                                 |
| 18                                              |                                                 | John Spellman                                   | 1981. január 14.                                | 1985. január 16.                                |                                                 | | John A. Cherberg                                |                                                 |
| 19                                              |                                                 | Booth Gardner                                   | 1985. január 16.                                | 1993. január 13.                                |                                                 | | John A. Cherberg                                |                                                 |
| 19                                              | Joel Pritchard                                  | Booth Gardner                                   | 1985. január 16.                                | 1993. január 13.                                |                                                 | |                                                 |                                                 |
| 20                                              |                                                 | Mike Lowry                                      | 1993. január 13.                                | 1997. január 15.                                |                                                 | Az Egyesült Államok képviselőházának tagja (1979–1989)                                                       |                                                 |                                                 |
| 21                                              |                                                 | Gary Locke                                      | 1997. január 15.                                | 2005. január 12.                                |                                                 | Az Egyesült Államok kereskedelmi államtitkára (2009–2011) Az Egyesült Államok nagykövete Kínában (2011–2014) | Brad Owen                                       |                                                 |
| 22                                              |                                                 | Christine Gregoire                              | 2005. január 12.                                | 2013. január 16.                                |                                                 | | Brad Owen                                       |                                                 |
| 23                                              |                                                 | Jay Inslee                                      | 2013. január 16.                                | hivatalban                                      |                                                 | Az Egyesült Államok képviselőházának tagja (1993–1995; 1999–2012)                                            | Brad Owen                                       |                                                 |
| 23                                              | Brad Owen Cyrus Habib                           | Jay Inslee                                      | 2013. január 16.                                | hivatalban                                      |                                                 | Az Egyesült Államok képviselőházának tagja (1993–1995; 1999–2012)                                            |                                                 |                                                 |
| 23                                              | Denny Heck                                      | Jay Inslee                                      | 2013. január 16.                                | hivatalban                                      |                                                 | Az Egyesült Államok képviselőházának tagja (1993–1995; 1999–2012)                                            |                                                 |                                                 |